# Butters (Carolina del Nord)
Butters és una concentració de població designada pel cens dels Estats Units a l'estat de Carolina del Nord. Segons el cens del 2000 tenia 261 habitants.

## Demografia
Segons el cens del 2000, Butters tenia 261 habitants, 108 habitatges i 77 famílies. La densitat de població era de 77,5 habitants per km².
Dels 108 habitatges en un 35,2% hi vivien nens de menys de 18 anys, en un 57,4% hi vivien parelles casades, en un 11,1% dones solteres, i en un 27,8% no eren unitats familiars. En el 25% dels habitatges hi vivien persones soles el 14,8% de les quals corresponia a persones de 65 anys o més que vivien soles. El nombre mitjà de persones vivint en cada habitatge era de 2,42 i el nombre mitjà de persones que vivien en cada família era de 2,88.
Per edats la població es repartia de la següent manera: un 23,8% tenia menys de 18 anys, un 8% entre 18 i 24, un 32,2% entre 25 i 44, un 24,1% de 45 a 60 i un 11,9% 65 anys o més.
L'edat mediana era de 37 anys. Per cada 100 dones de 18 o més anys hi havia 89,5 homes.
La renda mediana per habitatge era de 26.875 $ i la renda mediana per família de 45.250 $. Els homes tenien una renda mediana de 26.484 $ mentre que les dones 21.908 $. La renda per capita de la població era de 16.722 $. Entorn del 9,2% de les famílies i el 29% de la població estaven per davall del llindar de pobresa.

## Poblacions més properes
El següent diagrama mostra les poblacions més properes.